# Gara Craiova
Gara Craiova este gara cea mai mare din municipiul Craiova, situată în partea de nord a orașului. Craiova a fost conectată la rețeaua feroviară în anul 1875, odată cu darea în folosință a căii ferate București–Pitești–Slatina–Craiova. 

## Prezentare generală
Gara Craiova asigură legături către marea majoritate a localităților din Oltenia, Banat, Dobrogea, Muntenia, dar și spre cateva din localitățile din Transilvania. Din Craiova se poate ajunge cu trenuri directe și către Budapesta, Sofia, Belgrad. În același timp prin gara Craiova trec și numeroase trenuri de marfă.

## Operatori
Principalul operator feroviar de pasageri este CFR Călători dar mai sunt și alți operatori privați de marfă. 

## Linii de cale ferată
- Magistrala București Nord - Roșiori Nord - Craiova - Filiași - Turnu Severin - Caransebeș – Timișoara Nord (magistrala CFR 900)
- Calea ferată București – Pitești – Slatina – Craiova (prima linie de cale ferată care a legat Craiova de București)
- Calea ferată Craiova–Calafat - (Poiana Mare)-Vidin

## Distanțe față de alte orașe (gări) din România
- Craiova - Arad via Târgu Jiu, 395 km
- Craiova - București Nord via Caracal, 209 km
- Craiova - București Nord via Pitești, 250 km
- Craiova - Calafat, 107 km
- Craiova - Cluj, 409 km
- Craiova - Constanța, 434 km
- Craiova - Deva, 246 km
- Craiova - Drobeta Turnu Severin, 114 km
- Craiova - Pitești, 142 km
- Craiova - Râmnicu Vâlcea, 131 km
- Craiova - Sibiu, 230 km
- Craiova - Slatina, 61 km
- Craiova - Târgu Jiu, 107 km
- Craiova - Timișoara Nord, 324 km